# 태양상회
주식회사 태양상회(일본어: 株式会社太陽商会)은 이전에 존재했던 도쿄도 시부야 구 기업이다.
모바일 콘텐츠 제작, 기업의 전략 수립 · 실행 지원 등 영업 프로듀스를 주로 다루고 있었다.

## 연혁
- 2002년 (2002년) 6 월 - 주식회사 나우로딩 설립.
- 2004년 (헤세이 16년) 6 월 - 주식회사 NowLoading로 상호 변경.
- 2005년 (2005년) 6 월 - 나고야 증권 거래소 센토렛쿠스 시장에 상장.
- 2012년 (헤세이 24년) 6 월 - 2012년 3월기 결산에서 채무 초과하고 유예 기간 들어간다
- 2013년 (헤세이 25년) 6 월 - 2013년 3월기 결산에서 채무 초과를 해소 유예 기간 해제.
- 2014년 (2014년)
- 4월 1일 - 주식회사 태양 상회 로 상호 변경.
- 4월 23일 - 증권 거래 등 감시위원회 가 금융 상품 거래법 위반 (위계) 혐의로 강제 조사에 들어간다 [1] .
- 5월 27일 - 나고야 증권 거래소 가 유가 증권 보고서 허위 기재를 이유로 정리 종목 에 지정 [2] .
- 5월 27일 - 증권 거래 등 감시위원회의 권고를 받아 금융 기관에서 1,200 만원의 과징금 을 납부하도록 명령 받는다 [3] [4] .
- 6월 28일 - 상장 폐지 [5] .
- 2015년 (헤세이 27년)
- 2월 2일 - 증권 거래 등 감시위원회가 도쿄 지방 검찰청 에 회사를 고발. 다음날 3 일 사업 실태가 인정되지 않는 점 등을 이유로 불기소 처분이되는 [6] .
- 5월 7일 - 자회사의 주식 NL 부동산과 함께 도쿄 지방 법원에서 파산 절차 개시 결정을 받는다. 부채 총액은 양사 합계 10 억 7400 만엔 [7] .

## 관련회사
- 주식회사 NL 부동산 (2015년 5월 7일 파산 개시 결정)
- 주식회사 태양
- 주식회사 태양 삼광 수산 (2015년 3월 11일 파산 개시 결정)
- 주식회사 태양 바이오
- 주식회사 태양 사계절
- 태양 가와사키 삼광 수산 주식회사 (2015년 3월 11일 파산 개시 결정)
- 주식회사 태양 三孫 상점 (2015년 1월 9일 파산 개시 결정)
- 주식회사 잇 스이